# گربه آسیایی
گربه آسیایی یا نژاد آسیایی، نژاد آسیایی یا گروه آسیایی، نژادی از گربه است که شباهت زیادی به گربه برمه‌ای اروپایی دارد، اما در طیفی از رنگ‌ها و الگوهای مختلف پوشش دیده می‌شود. انواع موبلند این نژاد، گربه تیفانی نامیده می‌شوند. نژاد آسیایی توسط شورای حاکم فَـنسی گربه‌ها (GCCF) در بخش ۵ (برمه‌ای‌ها) دسته‌بندی شده است.

## تاریخچه

### مبدأ
این نژاد به‌طور تصادفی در بریتانیا به وجود آمد و منشأ آن به تولدی در سال ۱۹۸۱ بازمی‌گردد.

### تشخیص نژاد
پس از تولد اولین بچه گربه‌ها در سال ۱۹۸۱، پرورش‌دهندگان معتقد بودند که این بچه گربه‌ها پتانسیل تبدیل شدن به نژاد خودشان را دارند. پرورش‌دهندگان اولیه تصمیم گرفتند که فنوتیپ بچه گربه‌ها دقیقاً مشابه نژاد برمه‌ای باشد، اما در رنگ‌ها و گونه‌های بیشتر. همه گونه‌ها در سال ۲۰۰۳ مقام قهرمانی را در مسابقات GCCF کسب کردند و تیفانی آخرین گونه‌ای بود که این مقام را کسب کرد.
گروه آسیایی نژادی نسبتاً نادر در میان گربه‌های اصیل است. در سال ۲۰۲۳، تنها ۱۶۰ بچه گربه از کل گروه آسیایی با GCCF شجره‌نامه داشتند.

## گروه آسیایی
از نظر ظاهری، گروه آسیایی اساساً با نژاد برمه یکسان است، اما در رنگ‌ها و الگوهای بیشتری وجود دارند و در مورد تیفانی‌ها (موهای نیمه‌بلند آسیایی)، خز بلندتری دارند. دودی اصطلاحی است که برای نقره‌ای‌های خودرنگ/یکدست (توزیع یکنواخت) استفاده می‌شود، در حالی که نقره‌ای‌های سایه‌دار و نوک‌دار، نقره‌ای‌های تابه‌ای (توزیع در الگوی تابه‌ای) با «نوارهای پهن» هستند. گروه آسیایی شامل موارد زیر است:
- آسیایی یک‌رنگ (ساده/یکدست و لاک‌پشتی)،
- بمبئی (یکدست مشکی)،
- آسیایی سایه‌دار یا برمه ای (سایه‌دار و نوک‌رنگ نقره‌ای یا طلایی)،
- آسیایی دودی (دودی)،
- آسیایی تبی (خال‌دار یا راه‌راه)، گربه خط‌دار
- تیفانی یا آسیایی مو (نیمه) بلند (نوع موبلند). خود آسیایی (خود/جامد و لاک‌پشتی)،

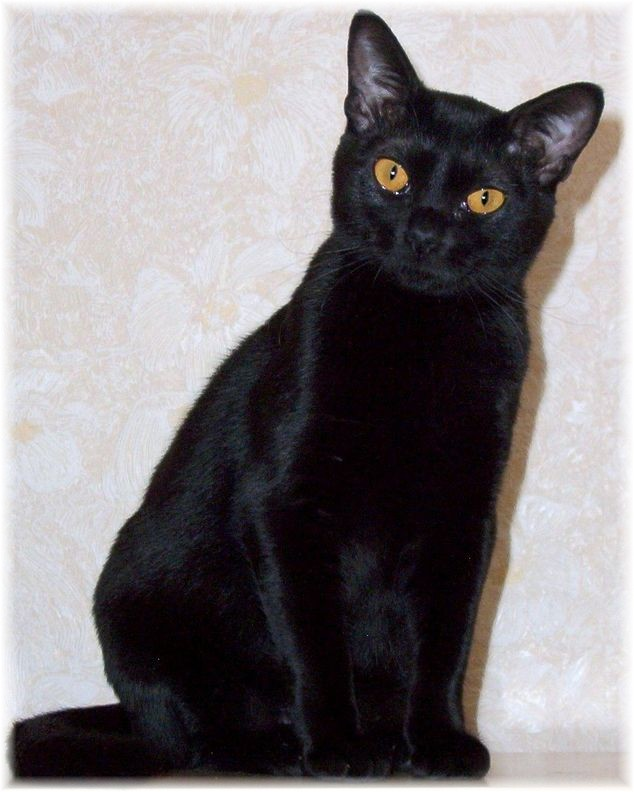
( گربه بمبئی )
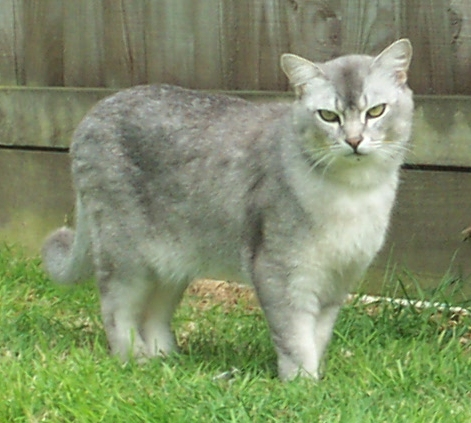
آسیایی سایه‌دار
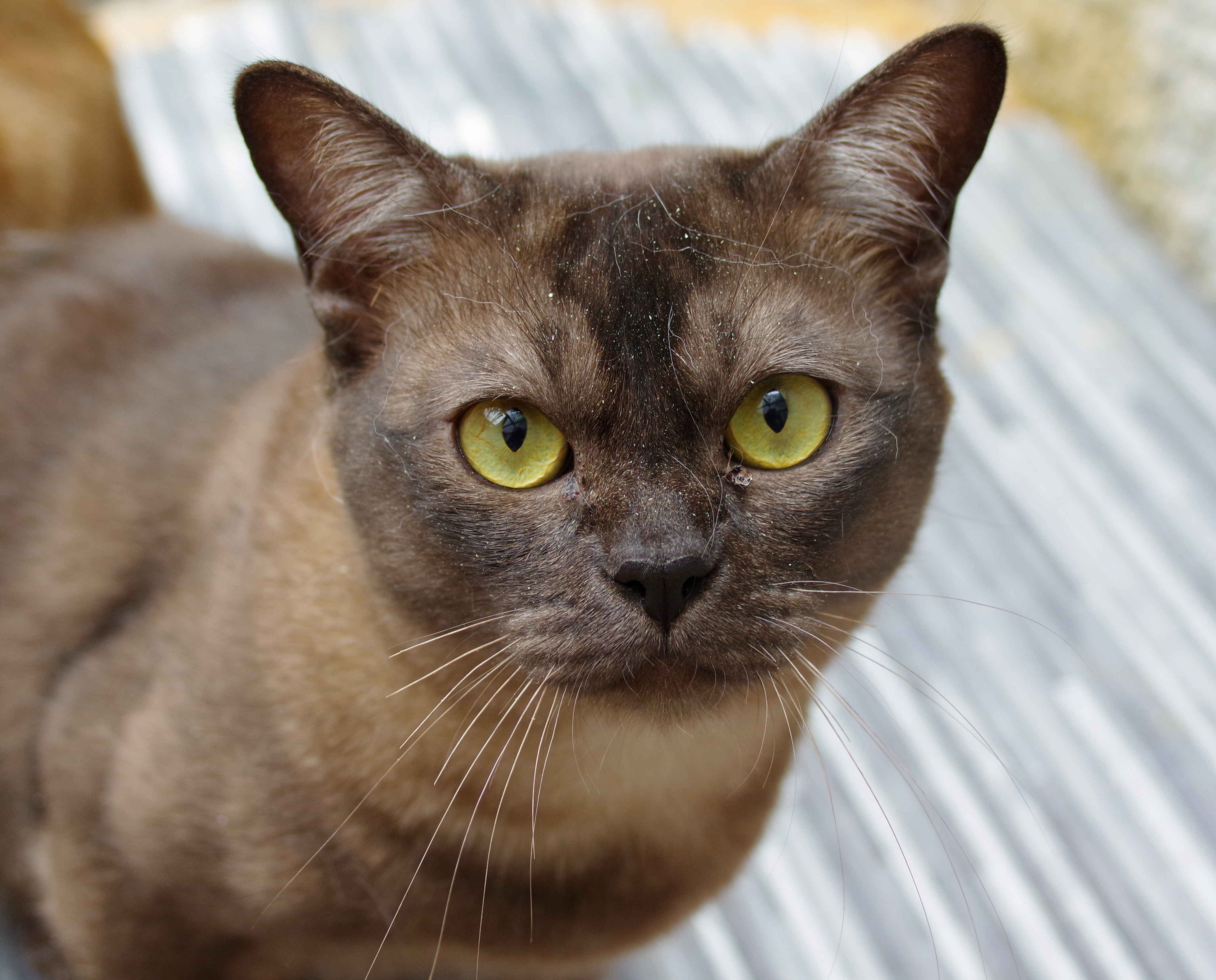
دودی آسیایی
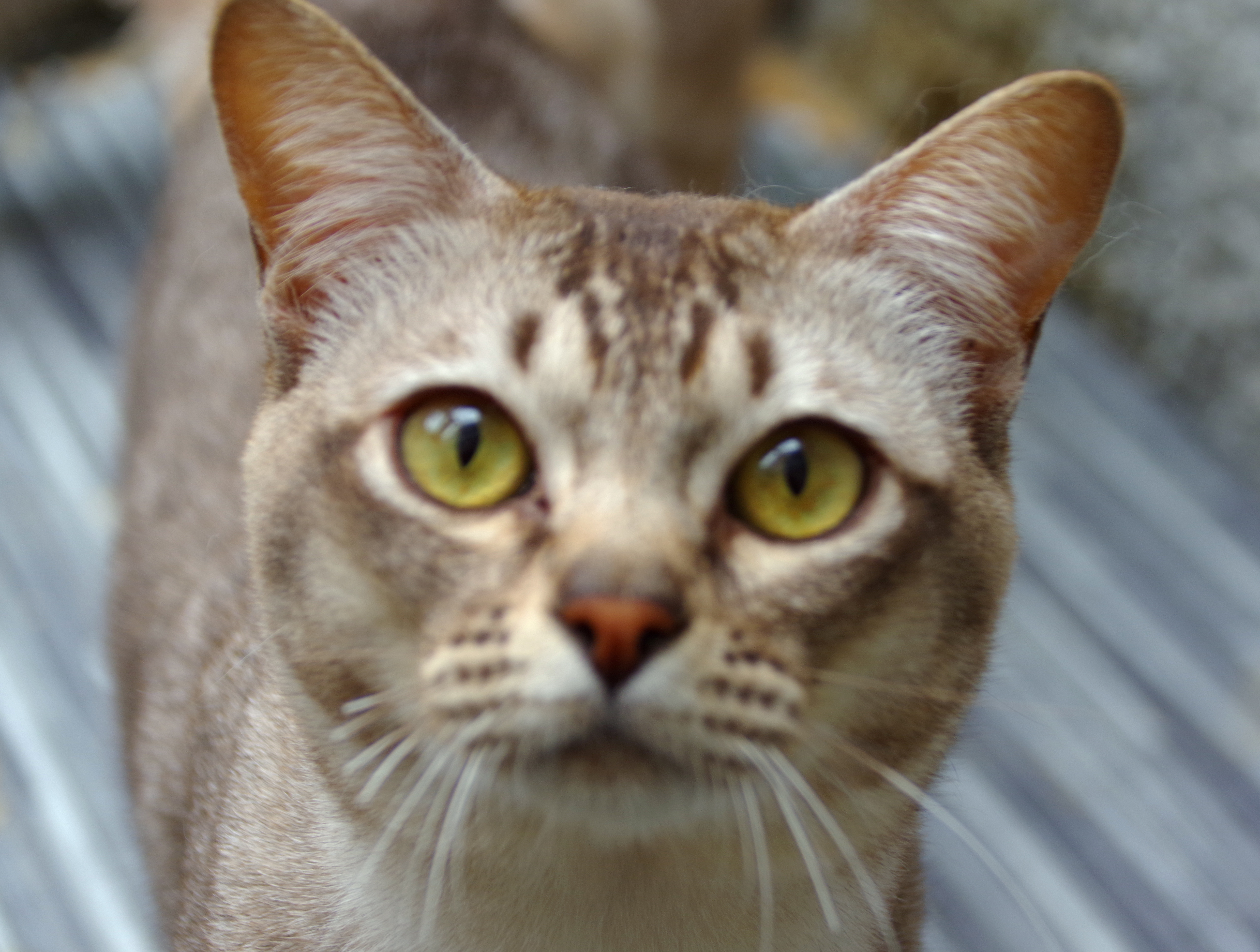
تبی آسیایی
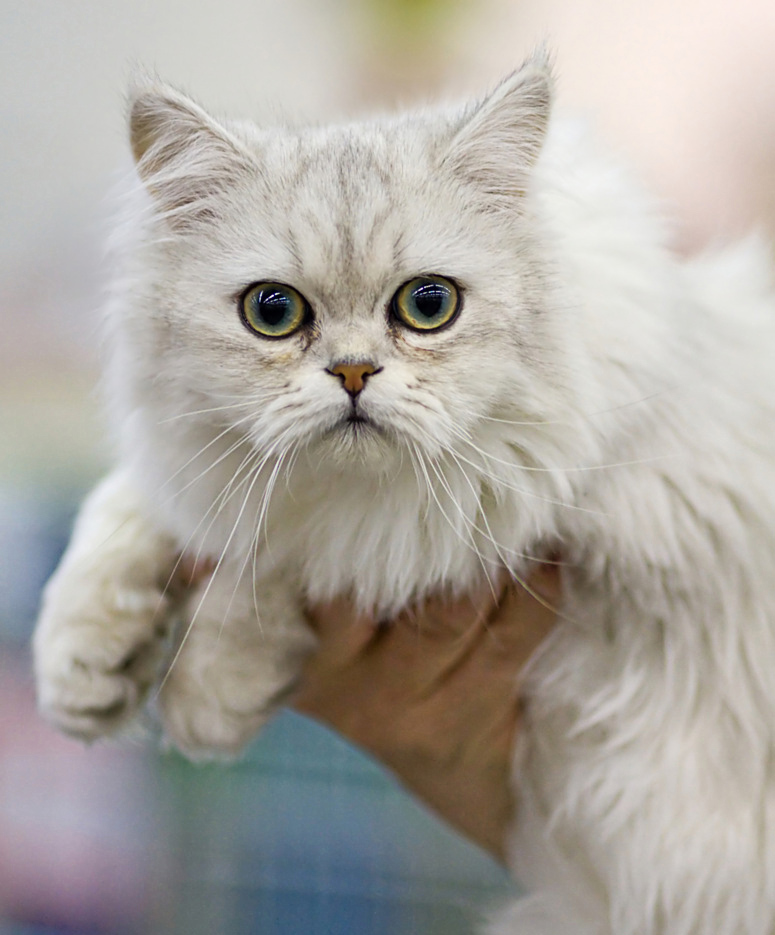
تیفانی (با موهای نیمه بلند)